# Strateški marketing
Strateški marketing je način trženja, preko katerega se podjetje učinkovito razlikuje od konkurenčnih podjetij na ta način, da se osredotoči na svoje močne strani (tako trenutne kot tudi potencialne) z namenom, da bi proizvedlo večjo trajno konkurenčno prednost svojih produktov pri potrošnikih, kot konkurenčna organizacija.
Predstavlja identifikacijo ene ali več trajnih konkurenčnih prednosti podjetja na trgu, ki mu podjetje služi (ali namerava služiti) ter dodelitev sredstev za izkoriščanje teh prednosti.

### Kaj zajema?
Strateški marketing zajema študije organizacijskih, medorganizacijskih in okolijskih fenomenov, ki se  ukvarjajo z:
1. vedenjem organizacij na trgu in njihovo interakcijo s potrošniki, kupci, konkurenti in drugimi zunanjimi enotami, v okviru ustvarjanja, komuniciranja in dostave projektov, ki potrošnikom nudijo določeno vrednost v izmenjavi z organizacijo,
2. splošno upravljanje odgovornosti, povezanih z mejami tržne funkcije v organizaciji.

Da lahko uspešno pripravimo načrt za podjetje, v skladu z načeli strateškega marketinga, moramo poznati zmožnosti in aspiracije podjetja, potrošniški trg ter področje na katerem podjetje tekmuje. Cilj strateškega marketinga je maksimizacija pozitivnega razlikovanja podjetja od konkurenčnih podjetij (tekmecev) na tarčnem trgu. 
Doseganje tega cilja poskuša strateški marketing doseči z odgovarjanjem na 3 glavna vprašanja, ki so:
| Kje?  | Zanima ga, na katerih trgih mora podjetje tekmovati, da bo s svojim izdelkom doseglo trajno konkurenčno prednost pred ostalimi podjetji, ki ponujajo podoben izdelek. |
| Kako? | Vprašanje sprašuje po tem, kaj naj bo osnova za konkurenčno prednost podjetja, kako naj tekmuje z drugimi podjetji, da bo doseglo to prednost.                        |
| Kdaj? | Vprašanje kdaj bo podjetje stopilo na trg in kako bo definiralo časovnega načrta.                                                                                     |

Strateški marketing se ukvarja z definiranjem prednosti podjetja, ki jih le-to potrebuje, da bi postalo konkurenčno drugim podjetjem oziroma da vzdržuje svojo trajno konkurenčno prednost pred ostalimi podjetji.
Strateško trženje ne nadomešča tradicionalnega marketinga, ampak doda nove dimenzije na področju trženja, ki okrepijo vlogo marketinga v korporacijskih strategijah.

### Tržna strategija
Na širšem nivoju lahko tržno strategijo opredelimo kot integrirani vzorec odločitev organizacije oziroma kot organizacijski strateški konstrukt. Ta usmerja ključne odločitve podjetja glede izdelkov, trga, tržnih dejavnostih in sredstev za trženje tako pri ustvarjanju, kot tudi pri komunikaciji ali dostavi proizvodov, ki strankam v izmenjavi z organizacijo ponujajo določeno vrednost, kar organizaciji omogoča doseganje zastavljenih ciljev.

### Procesi strateškega marketinga
Strateški marketing vključuje tri glavne stopnje, ki prikazujejo potek procesa strateškega trženja in njegove faze:
1. Analiza
Na tej stopnji analiziramo organizacijo/podjetje, njeno stanje, konkurenčne organizacije in poslovno okolje, v katerem to podjetje deluje.[4] Preden lahko identificiramo potrebe potencialnih strank, moramo pregledati vire in sposobnosti lastnega podjetja/organizacije, kar lahko vključuje sredstva, čas in upravljanje s človeškimi viri. Prav tako pregledamo konkurenco, ki jo imamo na trgu, ter kako lahko različni tehnološki, politični, socialni in ekonomski dogodki vplivajo na vedenje potrošnikov. Ko dosežemo dobro razumevanje okolja v katerem delamo, pregledamo potrebe in želje pri potencialnih kupcih.[5]
2. Načrtovanje 
Ko identificiramo potrebe, lahko načrtujemo kako bi svoje vire združil, da bi pri potencialnih strankah te potrebe zadovoljili. To obsega vključevanje trga in tržnih analiz ter ustvarjanje vzorčnih izdelkov za testiranje. Prav tako lahko fazo načrtovanja uporabimo za odločanje o tem, kako bomo postavili cene produktom ter promociji in distribuciji naših izdelkov ali storitev.[5] Ta faza je torej nekakšno tekmovanje med poslovnim okoljem in vrednotami podjetja ter njegovo misijo. Fazo lahko razdelimo na dva koraka, in sicer na razvoj produktov in storitev s trajno konkurenčno prednostjo podjetja ter na oblikovanje privlačne blagovne znamke.[4]
3. Implementacija
Ta proces vključuje pozicioniranje izdelka ali storitve, ki ga razvijamo, na trgu ter uporabo distribucijskega plana, ki smo ga ustvarili na podlagi tarčnega trga, ki ga želimo z našim izdelkom doseči. Uporabimo promocijski načrt, ki smo ga razvili z namenom da informiramo, prepričamo in spominjamo stranke, da izdelki in storitve podjetja obstajajo.[5] V tej fazi uporabimo komunikacijske strategije, odnose z javnostmi, oglaševanje, pospeševanje prodaje, neposredno trženje, gverilski marketing, e-marketing in druge strategije, z namenom izboljšanja vrednosti našega izdelka oziroma storitve.[4]

Skozi vse tri faze oziroma stopnje strateškega marketinga moramo biti pozorni na kontrolo teh procesov. Nadzor vsebuje postopke, ki vključujejo merjenje uspešnosti strategij, ki smo se jih odločili uporabiti pri promociji izdelka ali storitve, ki ga želimo spraviti na trg. Lahko vključuje pregledovanje dobičkov, prihodkov, zadovoljstva uporabnikov, števila ogledov spletne strani ali klikov na promocijski mail ipd. Če te merske strategije pokažejo, da promocija produkta ali storitve ni uspešna, jo po potrebi spremenimo. Tako storimo tudi v primeru negativne povratne informacije strank glede našega izdelka, ki nam pove, da produkt ali storitev ne zadovoljuje potreb uporabnikov, ki smo jih v začetnem koraku identificirali.

### Kaj vodi procese strateškega marketinga?
Strateški marketing definiramo kot krovni marketinški proces za ustvarjanje, komuniciranje in dajanje vrednosti našemu izdelku ali storitvi. Pomembno je, da pri potrošnikih ustvarimo vrednost našega izdelka/storitve. Proces strateškega marketinga vodijo naslednje odločitve organizacije: 
- Razvoj marketinške strategije
Kako bo podjetje razvilo svojo tržno strategijo, kaj bodo prioritete ipd.
- Izbira tipov trga, strank in segmentacija trga
Pregled trga in umestitev lastnega podjetja v segment, ki bo pripomogel k ustvarjanju trajne konkurenčne prednosti pred ostalimi podjetji, ki ponujajo podoben izdelek ali storitev.
- Oblikovanje tekmovalnih in sodelovalnih vedenj
Podjetje mora oblikovati konkurenčna in sodelovalna vedenja, ki mu bodo ustvarjala prednosti pri ponujanju svojega izdelka na trgu.
- Oblikovanje notranjega organizacijskega okolja (orientacija organizacije v razvoj in raziskave, organizacijska kultura in znanje o trgu)
Način kako se podjetje interno organizira, katere so njegove preference in na kaj polaga večjo vrednosti pri ustvarjanju novih izdelkov oziroma storitev.
- Oblikovanje zunanjega organizacijskega okolja (odnosi s strankami, tržna komunikacija in družbena odgovornost podjetja)
Kako podjetje skrbi za stike z zunanjim okoljem, torej kako komunicira z javnostjo in koliko se zaveda svoje družbene odgovornost.[4]

### Tržna strategija organizacije
Strategija organizacije je načrt, ki kombinira oziroma združuje vse tržne cilje organizacije v celovit načrt. Ta načrt predvideva, kako bo organizacija organizirala trženje svojega izdelka. Dobra marketinška strategija je izpeljana iz tržnih raziskav in osredotočanja na pravo kombinacijo izdelkov, z namenom doseganja maksimalnega profitnega potenciala in vzdrževanja posla. Marketinška strategija je temelj marketinškega načrta organizacije. Z dobro tržno strategijo si organizacija ustvari trajno konkurenčno prednost pred ostalimi podjetji, kar ji zagotavlja uspešnost pri prodaji in promoviranju izdelkov/storitev.

### Komponente razvoja tržne strategije
Temeljne komponente strateškega marketinga za razvoj tržne strategije podjetja so:
1. Odkrivanje strank
To področje lahko poimenujemo tudi kot raziskave in analiza trga, proces iskanja trga za izdelek, ki ga želimo predstaviti. Če želimo s svojim izdelkom uspeti, moramo najti pravi trg zanj. Glavna vprašanja, ki se pojavijo na tej stopnji: Kdo so stranke? Kaj cenijo? Kako jih lahko segmentiramo? Kako jih lahko pridobimo?
2. Odkrivanje uporabnikov
Uporabniki produkte uporabljajo, stranke pa jih kupujejo. Ta stopnja se ukvarja s tem, da poskuša razvijati izdelke, ki jih bodo uporabniki radi in s strastjo uporabljali. Na tej stopnji se torej vprašamo, kaj so tiste komponente izdelka, ki povzročijo, da jih potrošniki radi uporabljajo.
3. Konkurenčne strategije 
Strategija, ki jo sestavimo zato, da premagamo konkurenco na trgu in nam ustvari trajno konkurenčno prednost pred ostalimi podjetji. Rast in dobičkonosnost podjetja izhajata iz ustvarjanja trajne konkurenčne diferenciacije od ostalih organizacij/podjetij.
4. Načrtovanje izdelka 
Izdelek mora imeti za stranke vrednost, predstavljati jim mora vrednoto in zadovoljevati njihove potrebe. Načrtovanje izdelkov je preučevanje mehanizmov pripisovanj vrednosti izdelku, ki daje organizaciji vpogled v to, kako mora oblikovati izdelke, da bodo pri potrošnikih zaželeni.
5. Postavljanje cen in oblikovanje izdaj/edicij 
Grajenje dobre strategije postavljanja cen je zelo težavno saj zahteva, da najprej ustvarimo segmentacijo trga, ki temelji na vrednosti izdelka, nato pa moramo oceniti ekonomsko vrednost izdelka, analizirati referenčne cene (cene podobnih izdelkov), najti načine za razlikovanje naših izdelkov od izdelkov drugih organizacij ter analizirati uspešnost prejšnjih faz. Znati moramo postaviti cene in oceniti razmerje med osebno vrednostjo in ekonomsko vrednostjo izdelka, saj ustreznost tega razmerja vpliva na uspešnost prodaje našega izdelka na trgu.
6. Pozicioniranje in sporočanje 
Dobro moramo znati oblikovati položaj naših izdelkov na trgu in jih na ta način čim bolje prikazati potencialnim strankam. S pozicioniranjem si zagotovimo, da naš izdelek na trgu preživi. Prav tako moramo potrošnikom sporočati, da naš izdelek oziroma storitev obstaja, ponovno z namenom preživetja naše organizacije na trgu.
7. Pridobivanje strank 
Kako bomo pridobili stranke? Kakšna je struktura prodajnega osebja za izdelek? Ali sploh imamo potencialne stranke za izdelek? Kako lahko potencialne stranke izvejo za izdelek oziroma storitev ter kako jih lahko spremenimo v kupce? Odgovori na ta vprašanja nam dajo vpogled v korake pri pridobivanju strank, na katere moramo biti pozorni.
8. Komunikacijske strategije 
So zelo pomemben del trženja, saj je komunikacija s strankami zelo pomembna za prepoznavnost izdelka oziroma storitve ter njegovo uspešnost na trgu.

Vsaka izmed teh komponent razvoja poslovne strategije vključuje tudi raziskave, analizo, odločanje in preizkušanje, pa tudi napake, ki jih lahko pri vsaki fazi naredimo. Velikokrat so najboljši odgovori na zgornja vprašanja precej enostavni, vendar do njih težko pridemo.